# EHF Champions League 2018-19 (kvinder)
EHF Champions League 2017-18 er den 26. udgave af EHF Champions League for kvinder, som er en turnering for de bedste håndboldklubber i Europa for kvinder og arrangeres af European Handball Federation.
Győri Audi ETO KC, vandt turneringen over russiske Rostov-Don i finalen, med 25-24.

## Turneringsformat
16 hold vil deltage i turneringen, delt i fire grupper, hvor der spilles alle mod alle, hjemme og ude. De tre øverstplacerede hold i hver gruppe vil avancere til mellemrunden.
Mellemrunden
De 12 hold som har kvalificeret sig til mellemrunden vil blive delt op i to grupper, hvor de igen spilles alle mod alle, ude og hjemme. De point, man har samlet mod de andre kvalificerede hold fra sin indledende gruppe, vil blive taget med over. De fire øverstplacerede hold vil avancere til kvartfinalerne.
Kvartfinaler
I kvartfinalerne vil det fjerdebedste hold fra Gruppe 1 spille mod det bedste hold fra Gruppe 2 og det tredje bedste hold fra Gruppe 1 vil spille mod det andet bedste hold fra Gruppe 2 osv. Kvartfinalekampene spilles ude og hjemme og her gælder reglen om udebanemål.
Final 4
I Final 4-turneringen er de fire vindere fra kvartfinalerne kvalificeret. Der bliver trukket lod om, hvem der møder hinanden i semifinalerne, og efter semifinalerne spilles der bronzekamp og finale.

## Holdtildeling
14 hold er direkte kvalificerede til gruppekampene, og otte hold skal kæmpe for de to resterende pladser.
| Gruppekampe             | Gruppekampe             | Gruppekampe             | Gruppekampe       |
| ----------------------- | ----------------------- | ----------------------- | ----------------- |
| København Håndbold      | Odense Håndbold         | Brest Bretagne Handball | Metz Handball     |
| Thüringer HC            | FTC-Rail Cargo Hungaria | Győri ETO KC            | ŽRK Budućnost     |
| Rostov-Don              | Larvik HK               | IK Sävehof              | CSM Bucharest     |
| Vipers Kristiansand     | RK Krim                 |                         |                   |
| Kvaifikations turnering |                         |                         |                   |
| MKS Lublin              | ŽORK Jagodina           | Podravka Koprivnica     | SG BBM Bietigheim |
| SCM Craiova             | BM Bera Bera            | Jomi Salerno            | Muratpaşa BSK     |

## Lodtrækningsdatoer
| Fase                    | Lodtrækningsdato |
| ----------------------- | ---------------- |
| Kvalifikationsturnering | 27. juni 2018    |
| Gruppekampe             | 29. juni 2018    |
| Knockout kampe          | 29. juni 2018    |
| Final 4                 | 16. april 2019   |